# KFC Herentals
Maillots
Dernière mise à jour : 4 février 2011.
Le Koninklijke Football club Herentals (ou K. FC Herentals) était un club de football belge localisé dans la commune d'Herentals. Fondé en 1917, ce club portait le matricule 97. Ses couleurs étaient Rouge et Blanc.
La Commune d'Herentals, dans l'Est de la Province d'Anvers, en bord de Campine est connue dans le monde sportif pour être le lieu de naissance des cyclistes Bart Wellens (cyclocross), Geert Omloop, Mario Aerts, Jurgen Vandenbroeck et de l'athlète Hanna Mariën. Mais la ville tire sa principale notoriété sportive pour être le lieu de résidence du grand champion cycliste Henri (Rik) van Looy, multiple champion du monde et vainqueur de classique. Van Looy est surnommé Rik II, l'Empereur d'Herentals (le "II" en raison de Rik van Steenbergen, un autre très grand champion cycliste anversois).
Fondé sous l'appellation Herentalschen SK, le club tire son nom final d'une fusion avec un autre club de la localité, le Netha FC.
Le K. FC Herentals évolue durant 64 saisons en série nationales, dont 21 passées en Division 2.
En 1999, exsangue financièrement, le club, qui avait pourtant assuré son maintien en D2, arrête ses activités et est radié par la Fédération belge.
Le 30 mars 2000, un nouveau club est créé dans la ville, le VC Herentals. Il redémarre tout au bas de l'échelle (P4), sous le matricule 9364.

## Repères historiques
- 1917 : 02/05/1917, fondation de HERENTALSCHEN SPORT KRING.
- 1920 : 06/05/1920, HERENTALSCHEN SPORT KRING s'affilia à l'URBSFA sous l'appellation HERENTALSCHE SPORT KRING.
- 1926 : HERENTALSCHE SPORT KRING se vit attribuer le matricule 97. NETHA FOOTBALL CLUB HERENTALS reçut le numéro 408.
- 1931 : HERENTALSCHE SPORT KRING (97) accéda pour la première fois aux séries nationales. Le club y resta durant 54 saisons consécutives.
- 1941 : 24/09/1941, HERENTALSCHE SPORT KRING (97) fusionna avec le NETHA FOOTBALL CLUB HERENTALS (408) pour former FOOTBALL CLUB HERENTALS (97).
- 1950 : Fondation et affiliation à l'URBSFA de SEFA SPORT HERENTALS qui reçut le matricule 5360.
- 1951 : 16/05/1951, FOOTBALL CLUB HERENTALS (97) fut reconnu Société Royale et prit le nom de KONINKLIJKE FOOTBALL CLUB HERENTALS (97), le 13/06/1951.
- 1962 : Au terme de la saison 1961-1962, le KONINKLIJKE FOOTBALL CLUB HERENTALS (97) obtint ce qui restera le meilleur classement de son Histoire: "4e de la Division 2".
- 1976 : Fondation et affiliation à l'URBSFA de HERENTALS SPORT KRING qui reçut le matricule 8415.
- 1988 : KONINKLIJKE FOOTBALL CLUB HERENTALS (97) est relégué hors des séries nationales pour la première fois depuis 55 ans.
- 1998 : 30/06/1998, fusion entre SEFA SPORT HERENTALS (5360) et HERENTALS SPORT KRING (8415) pour former SPORTKRING SEFA HERENTALS (5360).
- 1999 : KONINKLIJKE FOOTBALL CLUB HERENTALS (97) arrêta ses activités. Il fut radié par la Fédération belge. Une fusion avec le K. FC Verbroedering Geel (395) est souvent citée pour évoquer la disparition du matricule 97, mais cette assertion est inexacte. Seuls quelques dirigeants se rapprochèrent de Geel une fois la radiation d'Herentals inéluctable.

- 2000 : 30/03/2000, fondation puis affiliation à l'URBSFA de VOETBALCLUB HERENTALS qui reçut le matricule 9364.
- 2001 : SPORTKRING SEFA HERENTALS (5360) fut reconnu Société Royale et prit le nom de KONINKLIJKE SPORTKRING SEFA HERENTALS (5360)

## Palmarès
- Champion de D3: 4 (1939, 1955, 1961, 1998)
- Champion de Promotion: 2 (1977, 1993)
- Coupe de Belgique: demi-finaliste 1964.

## Saisons en séries nationales (matricule 97)
Statistiques clôturées - Club disparu

### Bilan
| Niv | Divisions    | Jouées | Titres | TM Up | TM Down |
| --- | ------------ | ------ | ------ | ----- | ------- |
| I   | 1e nationale | 0      | 0      |       |         |
| II  | 2e nationale | 21     | 0      |       |         |
| III | 3e nationale | 36     | 4      | 2     |         |
| IV  | 4e nationale | 7      | 2      |       |         |
|     |              |        |        |       |         |
|     | TOTAUX       | 64     | 6      | 2     |         |

- TM Up= test-match pour départager des égalités, ou toutes formes de Barrages ou de Tour final pour une montée éventuelle.
- TM Down= test-match pour départager des égalités, ou toutes formes de Barrages ou de Tour final pour le maintien.

### Saisons
| Ordre | Saison  | Nom du club             | Niveau                    | Classement final | Remarques                             |
| ----- | ------- | ----------------------- | ------------------------- | ---------------- | ------------------------------------- |
| 1     | 1931-32 | Herentalsche SK         | Promotion (D3) série B    | 6e/14            |                                       |
| 2     | 1932-33 | Herentalsche SK         | Promotion (D3) série B    | 7e/14            |                                       |
| 3     | 1933-34 | Herentalsche SK         | Promotion (D3) série B    | 11e/14           |                                       |
| 4     | 1934-35 | Herentalsche SK         | Promotion (D3) série B    | 9e/14            |                                       |
| 5     | 1935-36 | Herentalsche SK         | Promotion (D3) série C    | 9e/14            |                                       |
| 6     | 1936-37 | Herentalsche SK         | Promotion (D3) série C    | 10e/14           |                                       |
| 7     | 1937-38 | Herentalsche SK         | Promotion (D3) série A    | 2e/14            |                                       |
| 8     | 1938-39 | Herentalsche SK         | Promotion (D3) série D    | Champion         | Promu !                               |
|       | 1939-40 | Compétitions arrêtées   |                           |                  |                                       |
|       | 1940-41 | Compétitions régionales |                           |                  |                                       |
| 9     | 1941-42 | FC Herentals            | Division 1(D2) série A    | 9e/14            |                                       |
| 10    | 1942-43 | FC Herentals            | Division 1(D2) série A    | 9e/16            |                                       |
| 11    | 1943-44 | FC Herentals            | Division 1(D2) série B    | 10e/15           |                                       |
|       | 1944-45 | Compétitions arrêtées   |                           |                  |                                       |
| 12    | 1945-46 | FC Herentals            | Division 1(D2) série B    | 10e/18           |                                       |
| 13    | 1946-47 | FC Herentals            | Division 1(D2) série A    | 6e/17            |                                       |
| 14    | 1947-48 | FC Herentals            | Division 1(D2) série B    | 9e/16            |                                       |
| 15    | 1948-49 | FC Herentals            | Division 1(D2) série B    | 7e/16            |                                       |
| 16    | 1949-50 | FC Herentals            | Division 1(D2) série B    | 6e/16            |                                       |
| 17    | 1950-51 | FC Herentals            | Division 1(D2) série A    | 6e/16            |                                       |
| 18    | 1951-52 | K. FC Herentals         | Division 1(D2) série B    | 10e/16           | Relégué de Division 1 en...Division 3 |
| 19    | 1952-53 | K. FC Herentals         | Division 3 série A        | 6e/16            |                                       |
| 20    | 1953-54 | K. FC Herentals         | Division 3 série B        | 3e/16            |                                       |
| 21    | 1954-55 | K. FC Herentals         | Division 3 série A        | Champion         | Promu !                               |
| 22    | 1955-56 | K. FC Herentals         | Division 2                | 16e/16           | Relégué !                             |
| 23    | 1956-57 | K. FC Herentals         | Division 3 série A        | 2e/16            |                                       |
| 24    | 1957-58 | K. FC Herentals         | Division 3 série B        | 2e/16            |                                       |
| 25    | 1958-59 | K. FC Herentals         | Division 3 série A        | 2e/16            |                                       |
| 26    | 1959-60 | K. FC Herentals         | Division 3 série A        | 9e/16            |                                       |
| 27    | 1960-61 | K. FC Herentals         | Division 3 série B        | Champion         | Promu !                               |
| 28    | 1961-62 | K. FC Herentals         | Division 2                | 4e/16            |                                       |
| 29    | 1962-63 | K. FC Herentals         | Division 2                | 13e/16           |                                       |
| 30    | 1963-64 | K. FC Herentals         | Division 2                | 11e/16           |                                       |
| 31    | 1964-65 | K. FC Herentals         | Division 2                | 14e/16           |                                       |
| 32    | 1965-66 | K. FC Herentals         | Division 2                | 7e/16            |                                       |
| 33    | 1966-67 | K. FC Herentals         | Division 2                | 12e/16           |                                       |
| 34    | 1967-68 | K. FC Herentals         | Division 2                | 11e/16           |                                       |
| 35    | 1968-69 | K. FC Herentals         | Division 2                | 15e/16           | Relégué !                             |
| 36    | 1969-70 | K. FC Herentals         | Division 3 série B        | 14e/16           |                                       |
| 37    | 1970-71 | K. FC Herentals         | Division 3 série A        | 14e/16           |                                       |
| 38    | 1971-72 | K. FC Herentals         | Division 3 série B        | 4e/16            |                                       |
| 39    | 1972-73 | K. FC Herentals         | Division 3 série A        | 6e/16            |                                       |
| 40    | 1973-74 | K. FC Herentals         | Division 3 série A        | 4e/16            |                                       |
| 41    | 1974-75 | K. FC Herentals         | Division 3 série B        | 11e/16           |                                       |
| 42    | 1975-76 | K. FC Herentals         | Division 3 série B        | 16e/16           | Relégué !                             |
| 43    | 1976-77 | K. FC Herentals         | Promotion série C         | Champion         | Promu !                               |
| 44    | 1977-78 | K. FC Herentals         | Division 3 série A        | 4e/16            |                                       |
| 45    | 1978-79 | K. FC Herentals         | Division 3 série B        | 3e/16            |                                       |
| 46    | 1979-80 | K. FC Herentals         | Division 3 série A        | 2e/16            |                                       |
| 47    | 1980-81 | K. FC Herentals         | Division 3 série B        | 5e/16            |                                       |
| 48    | 1981-82 | K. FC Herentals         | Division 3 série A        | 4e/16            |                                       |
| 49    | 1982-83 | K. FC Herentals         | Division 3 série B        | 8e/16            |                                       |
| 50    | 1983-84 | K. FC Herentals         | Division 3 série B        | 7e/16            |                                       |
| 51    | 1984-85 | K. FC Herentals         | Division 3 série B        | 14e/16           |                                       |
| 52    | 1985-86 | K. FC Herentals         | Division 3 série B        | 16e/16           | Relégué !                             |
| 53    | 1986-87 | K. FC Herentals         | Promotion série B         | 2e/16            |                                       |
| 54    | 1987-88 | K. FC Herentals         | Promotion série C         | 14e/16           | Relégué !                             |
|       |         |                         |                           |                  | séries provinciales                   |
| 55    | 1989-90 | K. FC Herentals         | Promotion série C         | 4e/16            |                                       |
| 56    | 1990-91 | K. FC Herentals         | Promotion série B         | 5e/16            |                                       |
| 57    | 1991-92 | K. FC Herentals         | Promotion série C         | 3e/16            |                                       |
| 58    | 1992-93 | K. FC Herentals         | Promotion série C         | Champion         | Promu !                               |
| 59    | 1993-94 | K. FC Herentals         | Division 3 série B        | 4e/16            | Tour final                            |
| 60    | 1994-95 | K. FC Herentals         | Division 3 série B        | 8e/16            |                                       |
| 61    | 1995-96 | K. FC Herentals         | Division 3 série B        | 2e/16            | Tour final                            |
| 62    | 1996-97 | K. FC Herentals         | Division 3 série B        | 4e/16            |                                       |
| 63    | 1997-98 | K. FC Herentals         | Division 3 série B        | Champion         | Promu !                               |
| 64    | 1998-99 | K. FC Herentals         | Division 2                | 11e/18           |                                       |
|       | 1999    | Arrêt des activités     | le matricule 97 disparaît |                  |                                       |

## Sources
- Page wikipédia ad-hoc en Néerlandais.